# Danse macabre (jeu vidéo)
 (septembre 2017).
Si vous disposez d'ouvrages ou d'articles de référence ou si vous connaissez des sites web de qualité traitant du thème abordé ici, merci de compléter l'article en donnant les références utiles à sa vérifiabilité et en les liant à la section « Notes et références ».
Pour les articles homonymes, voir Danse macabre (homonymie).
Danse macabre est un jeu vidéo de rôle développé et édité par Funlight Software, sorti en 1986 sur Commodore 64,.
Le titre se présente à la troisième personne comme Ultima ou Mandragore et permet de créer un seul personnage pour se lancer dans l'aventure.

## Scénario
En l'an de grâce 1476, la peste ravage l'Europe. L'angleterre n'est pas épargnée par ce fléau qui emporta en cinq ans un tiers de la population. Les bois sont maintenant peuplés de loups affamés et de bandits sans scrupules. Les Mac Gregor, riche famille, habitent un vaste manoir de la banlieue de Londres. Leur fils, épargné par la peste, vient pourtant de mourir dans des circonstances étranges : On a retrouvé son cadavre carbonisé dans le parc.
Les Mac Gregor vous ont alors chargé de retrouver l'assassin et vous ont remis un diamant en guise de gage, ainsi que 40 pièces d'or et un objet qui vous protègera de l'enfer dans le cas où vous auriez à y pénétrer. On soupçonne Ard, le précepteur de l'enfant, d'être l'auteur du meurtre en raison de sa disparition après l'assassinat.

## Autour du jeu
L'auteur, Jérôme Noirez est aujourd'hui écrivain  et le graphiste, Olivier Lebourg, est producteur réalisateur à Los Angeles.[réf. nécessaire]
Des versions Atari 8 et 16 bit ont été programmées mais ne sont jamais sorties.